# Vironchaux
Vironchaux település Franciaországban, Somme megyében. Lakosainak száma 507 fő (2022. január 1.). Vironchaux Ponches-Estruval, Argoules, Dominois, Ligescourt, Machiel, Machy, Regnière-Écluse és Vron községekkel határos.

## Népesség
A település népessége az elmúlt években az alábbi módon változott:
| Lakosok száma | 461  | 478  | 494  | 491  | 494  | 498  | 501  | 504  | 507  |
|               | 2013 | 2015 | 2016 | 2017 | 2018 | 2019 | 2020 | 2021 | 2022 |